# マーベル マスクに隠された真実
マーベル マスクに隠された真実（Marvel's Behind the Mask）は、アメリカ合衆国のDisney+で2021年2月12日に公開されたドキュメンタリーの映画。

## 概要
本作では、マーベル・コミックのキャラクターであるブラックパンサー、マイルズ・モラレス、ルーク・ケイジ、X-MEN、キャプテン・マーベル、スパイダーマン（1967年に放送されたアニメ版のエピソード「スパイダーマンの誕生」も少しだけ紹介された）など、マーベル・コミックのキャラクターの制作に関わった作家やアーティストなどのゲストが登場し、大衆文化やメディアに与えた影響を探り出すという内容となっている。

## キャスト
| キャスト                    | 日本語吹き替え |
| --------------------------- | -------------- |
| トム・ブレヴォート          | 西村太佑       |
| ジョン・ジェニングス        | 高岡瓶々       |
| ジョー・カザーダ            | 宗矢樹頼       |
| デヴィッド・ウォーカー      | 金光宣明       |
| クリストファー・ブリースト  | 菊池通武       |
| サナ・アマナット            | 生田ひかる     |
| ピーター・サンダーソン      | 堀総士郎       |
| レオナルド・ハリソン        | 島田岳洋       |
| ヘンリー・ジェンキンス      | 平野俊隆       |
| シムチャ・ワインスタイン    | 魚建           |
| ダリル・DMC・マクダニエルズ | 中野泰佑       |
| ラムジ・ファワズ            | 岡野友佑       |
| ジョー・ダフィー            | 勝生真沙子     |
| ジャニーン・ジェイファー    | 山口協佳       |
| アン・ノチェンティ          | 今泉葉子       |
| ケリー・スー・デコニック    | 根本圭子       |
| ロイ・トーマス              | 長谷川敦央     |
| ラリー・ハマ                | 篦津弘順       |

| 翻訳         | 池田美紀                                    |
| 演出         | 麦島哲也                                    |
| 調整         | 新井保雄 HALF H・P STUDIO                   |
| 録音制作     | HALF H・P STUDIO                            |
| 日本語版製作 | DISNEY CHARACTER VOICES INTERNATIONAL, INC. |